# Tectaria mexicana
Tectaria mexicana är en ormbunkeart som först beskrevs av Fée, och fick sitt nu gällande namn av Conrad Vernon Morton. Tectaria mexicana ingår i släktet Tectaria och familjen Tectariaceae. Inga underarter finns listade.